# Privilégio da União

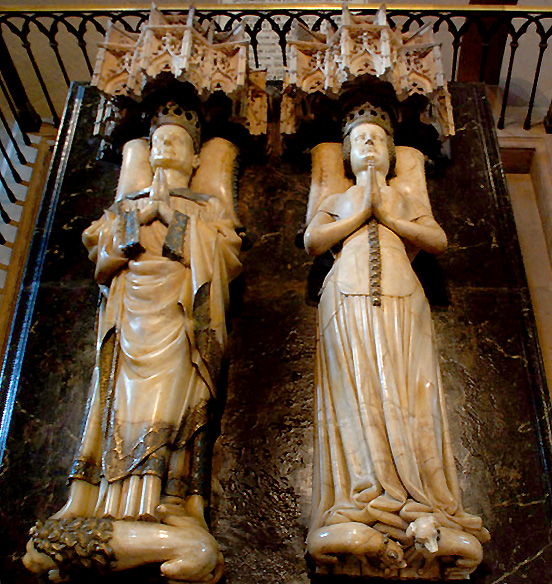
Túmulo dos reis de Navarra e da sua esposa Leonor de Castela

O Privilégio da União (em castelhano: Privilegio de la Unión) foi o tratado firmado em 8 de setembro de 1423 entre os três burgos que formavam a cidade de Pamplona, então a capital do Reino de Navarra. Até essa data, os três burgos eram praticamente independentes entre eles, tendo cada um os seus próprios órgãos de governo local e símbolos, o que originava frequentes conflitos que por vezes degeneraram em autênticas guerras civis. O tratado instituiu um só órgão de governo municipal e um conjunto único de símbolos, que perduram até à atualidade com alterações mínimas. Além de ser uma espécie de tratado de paz, o documento foi igualmente a carta de foral da cidade.
O tratado abriu caminho à execução de obras defensivas, unindo os espaços que separavam os burgos e derrubando as muralhas que existiam entre eles, e à construção de novas ruas, como a que ainda hoje tem o nome de Calle Nueva (Rua Nova), no que é hoje denominado o Casco Viejo.
O tratado é celebrado anualmente no dia 8 de setembro. Para comemorar a efeméride, o Consistorio (câmara municipal ou prefeitura) abre as suas portas ao público, para que os munícipes possam conhecer o seu município (ayuntamiento), expondo-se o documento original do tratado. Todos os autarcas da cidade acorrem à catedral, onde se celebra uma missa e onde é deposta uma coroa de flores no mausoléu de Carlos III de Navarra, o rei de Navarra que outorgou o Privilégio da União, e da sua esposa Leonor de Castela. Além das cerimónias oficiais, o dia é também comemorado com outros atos públicos, como concertos.